# İslâm III. Giray
İslâm III. Giray (* 1604; † 10. Juli 1654) aus dem Hause Giray war ab 1644 Khan des Krimkhanats.

## Leben
İslâm wurde als Sohn von Khan Selâmet I. Giray 1604 geboren. Im Jahre 1644 ernannte ihn der Suzerän des Krimkhanats, Sultan İbrahim des Osmanischen Reiches, zum Nachfolger seines Bruders Mehmed. İslâm schloss 1648 eine gegen Polen-Litauen gerichtete Allianz mit dem Ataman der Saporogerkosaken, Bogdan Chmielnicki, dessen Streitmacht er durch seine krimtatarischen Einheiten verstärkte. Er nahm an der Belagerung von Zbaraż 1649, in der Schlacht bei Zborów 1649 und in der Schlacht bei Beresteczko 1651 teil.
Nach der Allianz der Saporogerkosaken mit dem Zarentum Russland im Vertrag von Perejaslaw 1654, wechselte er die Seiten und bekämpfte an der Seite Polen-Litauens seine ehemaligen Verbündeten.
Khan İslâm Giray wurde 1654 ermordet. Im Amt des Krimkhans folgte ihm in zweiter Amtszeit sein Bruder Mehmed IV. Giray nach.